# Кармона
Кармона (на испански: Carmona) е град в югозападна Испания, в провинция Севиля; намира се на 33 км североизточно от Севиля.
Кармона се издига на хребет с изглед към централната равнина на Андалусия; на север е Сиера Морена, с връх Сан Кристобал на юг. Градът е известен с процъфтяващата си търговия с вино, зехтин, зърно и добитък и провежда ежегоден панаир през април.

## География

### Местоположение
Кармона се намира в югозападната част на Иберийския полуостров. Намира се на около 249 метра надморска височина на североизточен хребет в североизточния край на равнината Лос Алкорес, над ливадите на река Корбонес, ляв бряг приток на Гуадалкивир.

### Климат
Кармона има средиземноморски климат със слънчева пролет и обикновено малко дъжд през този сезон. През октомври средната температура варира от минимум 13 °C до максимум 26 °C. Градът има умерени годишни валежи и приятни зимни температури.

## История
Кармона първоначално е тартеско-турдетанско селище. С пристигането на финикийските търговци от Тир Кармона се трансформира в град. Векове по-късно той става Римска крепост Hispania Baetica. Известен е като Кармо по времето на Юлий Цезар (100 – 44 г. пр. н.е.). Градът е допълнително укрепен по време на дългата окупация на маврите, които издигат стени около него и построяват фонтани и дворци вътре.
След падането на Кордовския халифат в началото на XI век Кармона (Кармуна) е превзет от Хамудидските бербери, а след това и от берберския клан Бирзалид, като става глава на таифата на Кармона, малко кралство, което е завладяно от аббадидската таифа на Севиля от 1067 г. Крепост на Алморавидите след завладяването на таифата на Севиля, е покорена от Алмохадите. За кратко е окупиран от Ибн Хамуск, преди да се върне към Алмохадите през 1161 г.
През 1247 г. Фернандо III от Кастилия превзема града и му дава латинското мото Sicut Lucifer lucet in Aurora, sic in Wandalia Carmona („Както утринната звезда блести в зората, така блести Кармона в Андалусия“). През Късното средновековие градът запазва мюсюлманско мнозинство, управлявано от християнското малцинство. Цитаделата на Кармона, днес в руини, е главната крепост на Педро Жестокия (от 1350 до 1369 г.) и е с просторен дворец в рамките на защитата си. Към края на XV век населението на Кармона е около 8 000 души. В зората на ранния модерен период икономиката на Кармона е основно селското стопанство, като градът включва много латифундии, често имащи право на неместни земевладелци, и значителна част от неактивното население.
Населението нараства в средата на XX век.

## Археология
През юни 2024 г. Университетът на Кордоба обявява откриването на бяло вино на 2000 години в стъклена погребална урна в гробница в Кармона. Гробницата съдържа и скелетните останки на двама мъже, наречени Hispana и Senicio, заедно с останките на други двама мъже и две жени, които не са назовани. Изследователите отбелязват, че въпреки изминалите хилядолетия гробницата остава добре запазена, предпазвайки я от наводнения и течове. Това консервиране позволява на виното да запази естественото си състояние.

## Гастрономия
Ресторантите и баровете на Кармона демонстрират разнообразие от испанска кухня, включително тапас и други ястия. Градът е известен с традиционната си андалуска кухня.
Типичните кармонански ястия включват: сопа де пикадильо (пилешка супа), принга, нахут, охлюви, салморехо, спанак, тагарнина (бодил), шунка серано, яребица от планината, гаспачо, супа от нахут, доматена супа, картофи и куахадо (пресовани яйца).
Сладките: торта инглеса, хохалдрес (бутер тесто), мляко с ориз, ториха (пържен препечен хляб с вино, мляко или мед), полвороншес (маслен хляб), бадемови сладкиши, яхния от кестени с канела, каша, поръсена с канела, и костадильос. Разнообразие от десерти се правят в манастирите на града, главно от монахините на Санта Клара.
Често срещана алкохолна напитка е Anise Los Hermanos, която се дестилира и пакетира в Кармона; предлага се в три степени на сухота: свеж, сладък и полу.

## Филми
Със своето богато историческо и художествено наследство, което придава на града особено атмосферен външен вид, Кармона е място на множество продукции на филми и продължава да привлича филмови екипи.

## Галерия
- Пуерта де Кордоба
- Пуерта де Севиля
- Молино де ла Ромера
- Иглесия де Сантяго
- Иглесия де Сан Бартоломе
- Камбанария на Иглесия де Сан Педро
- Капия де ла Каридад